# Jānis Pēda
Jānis Pēda est un joueur de volley-ball letton né le 18 mai 1985 à Riga. Il mesure 1,98 m et joue réceptionneur-attaquant.

## Clubs
| Club                  | Pays     | De        | À         |
| --------------------- | -------- | --------- | --------- |
| VK Lase-R Riga        | Lettonie | 2002-2003 | 2003-2004 |
| Schio Sport           | Italie   | 2004-2005 | 2004-2005 |
| Pallavolo Loreto      | Italie   | 2005-2006 | 2007-2008 |
| NMV Castellana Grotte | Italie   | 2008-2009 | 2008-2009 |
| Piemonte Volley       | Italie   | 2009-2010 | 2010-2011 |
| Pallavolo Loreto      | Italie   | 2011-2012 | 2012-2013 |
| Hypo Tirol Innsbrück  | Autriche | 2013-2014 | 2015-2016 |
| Impavida Ortona       | Italie   | 2016-2017 | 2017-2018 |
| Pallavolo Macerata    | Italie   | 2018-2019 | 2018-2019 |

## Palmarès
- Coupe de la CEV :
  - Vainqueur : 2010.
- Championnat centre-européen :
  - Vainqueur : 2015.
  - Finaliste : 2016.
- Coupe de Lettonie :
  - Vainqueur : 2003.
- Championnat d'Italie :
  - Vainqueur : 2010.
  - Finaliste : 2011.
- Supercoupe d'Italie :
  - Vainqueur : 2010.
- Coupe d'Italie :
  - Vainqueur : 2011.
- Championnat d'Autriche :
  - Vainqueur : 2014, 2015, 2016.
- Coupe d'Autriche :
  - Vainqueur : 2014.